# Zero (Paolo Meneguzzi)
Zero è l'ottavo album del cantante Paolo Meneguzzi, pubblicato il 30 settembre 2013.
L'album, per scelta dell'artista, non è stato pubblicato in formato digitale, ma solo in copie fisiche e distribuito solo in determinati punti di vendita. Album che tra l'altro può essere ordinato anche tramite il sito ufficiale del cantautore svizzero.

## Tracce
1. Zero – 3:23
2. Sto pensando che – 3:20
3. Dentro al sogno – 3:41
4. Delirio – 3:10
5. Note – 3:11
6. Se – 3:15
7. Blu – 3:23
8. Fragile – 3:27
9. Dimmi solo un tuo sì – 2:58
10. Inferno – 3:41
11. Io mi arrendo – 3:21
12. La vita cos'è – 3:30